# Savska Cesta
Savska Cesta – wieś w Chorwacji, w żupanii zagrzebskiej, w mieście Vrbovec. W 2011 roku liczyła 162 mieszkańców.